# Obereopsis ruficornis
Obereopsis ruficornis är en skalbaggsart som beskrevs av Stefan von Breuning 1957. Obereopsis ruficornis ingår i släktet Obereopsis och familjen långhorningar. Inga underarter finns listade i Catalogue of Life.